# Коломонт
Коломонт (пол. Kołomąt) — село в Польщі, у гміні Чаплінек Дравського повіту Західнопоморського воєводства.
Населення — 192 особи (2011).
У 1975—1998 роках село належало до Кошалінського воєводства.

## Демографія
Демографічна структура станом на 31 березня 2011 року:
|          | Загалом | Допрацездатний вік | Працездатний вік | Постпрацездатний вік |
| -------- | ------- | ------------------ | ---------------- | -------------------- |
| Чоловіки | 102     | 24                 | 73               | 5                    |
| Жінки    | 90      | 25                 | 55               | 10                   |
| Разом    | 192     | 49                 | 128              | 15                   |